# NGC 7820
NGC 7820 este o galaxie situată în constelația Peștii. A fost descoperită în 24 septembrie 1830 de către John Herschel.